# Saturn-Award-Verleihung 2002
Die 28. Saturn-Award-Verleihung fand am 10. Juni 2002 statt. Erfolgreichste Produktion mit fünf Auszeichnungen wurde A.I. – Künstliche Intelligenz.

## Nominierungen und Gewinner

### Film
| Kategorie                               | Preisträger                                             | Film                                  | Nominierungen |
| --------------------------------------- | ------------------------------------------------------- | ------------------------------------- | --- |
| Bester Science-Fiction-Film             |                                                         | A.I. – Künstliche Intelligenz         | Jurassic Park III Lara Croft: Tomb Raider The One Planet der Affen Vanilla Sky |
| Bester Horrorfilm                       |                                                         | The Others                            | The Devil’s Backbone From Hell Hannibal Jeepers Creepers 13 Geister |
| Bester Fantasyfilm                      |                                                         | Der Herr der Ringe: Die Gefährten     | Harry Potter und der Stein der Weisen Die Monster AG Die Mumie kehrt zurück Shrek – Der tollkühne Held Spy Kids |
| Bester Action-/Adventure-/Thriller-Film |                                                         | Memento                               | Black Hawk Down Joyride – Spritztour The Man Who Wasn’t There Mulholland Drive – Straße der Finsternis Pakt der Wölfe |
| Beste Regie                             | Peter Jackson                                           | Der Herr der Ringe: Die Gefährten     | Steven Spielberg für A.I. – Künstliche Intelligenz Chris Columbus für Harry Potter und der Stein der Weisen David Lynch für Mulholland Drive – Straße der Finsternis Alejandro Amenábar für The Others Christophe Gans für Pakt der Wölfe |
| Bestes Drehbuch                         | Steven Spielberg                                        | A.I. – Künstliche Intelligenz         | Fran Walsh, Philippa Boyens & Peter Jackson für Der Herr der Ringe: Die Gefährten Robert L. Baird & Daniel Gerson für Die Monster AG Alejandro Amenábar für The Others Stéphane Cabel & Christophe Gans für Pakt der Wölfe Ted Elliott, Terry Rossio, Joe Stillman & Roger S.H. Schulman für Shrek – Der tollkühne Held |
| Beste Spezialeffekte                    | Dennis Muren Scott Farrar Stan Winston Michael Lantieri | A.I. – Künstliche Intelligenz         | Robert Legato, Nick Davis, Roger Guyett & John Richardson für Harry Potter und der Stein der Weisen Jim Mitchell, Danny Gordon Taylor, Donald Elliott & John Rosengrant für Jurassic Park III Jim Rygiel, Randall William Cook, Richard Taylor & Mark Stetson für Der Herr der Ringe: Die Gefährten John Andrew Berton junior, Daniel Jeannette, Neil Corbould & Thomas Rosseter für Die Mumie kehrt zurück Arthur Windus, Val Wardlaw, Hal Bertram, Nick Drew & Seb Caudron für Pakt der Wölfe |
| Beste Musik                             | John Williams                                           | A.I. – Künstliche Intelligenz         | Howard Shore für Der Herr der Ringe: Die Gefährten Angelo Badalamenti für Mulholland Drive – Straße der Finsternis Joseph LoDuca für Pakt der Wölfe John Powell & Harry Gregson-Williams für Shrek – Der tollkühne Held Nancy Wilson für Vanilla Sky |
| Bestes Kostüm                           | Judianna Makovsky                                       | Harry Potter und der Stein der Weisen | Kym Barrett für From Hell Ngila Dickson & Richard Taylor für Der Herr der Ringe: Die Gefährten Catherine Martin & Angus Strathie für Moulin Rouge Dominique Borg für Pakt der Wölfe Colleen Atwood für Planet der Affen |
| Bestes Make-Up                          | Greg Cannom Wesley Wofford                              | Hannibal                              | Nick Dudman, Mark Coulier & John Lambert für Harry Potter und der Stein der Weisen Peter Owen & Richard Taylor für Der Herr der Ringe: Die Gefährten Aileen Seaton, Nick Dudman & Jane Walker für Die Mumie kehrt zurück Rick Baker & John Blake für Planet der Affen Michèle Burke & Camille Calvet für Vanilla Sky |
| Bester Hauptdarsteller                  | Tom Cruise                                              | Vanilla Sky                           | Johnny Depp für From Hell Anthony Hopkins für Hannibal Kevin Spacey für K-PAX – Alles ist möglich Billy Bob Thornton für The Man Who Wasn’t There Guy Pearce für Memento |
| Beste Hauptdarstellerin                 | Nicole Kidman                                           | The Others                            | Frances O’Connor für A.I. – Künstliche Intelligenz Julianne Moore für Hannibal Angelina Jolie für Lara Croft: Tomb Raider Naomi Watts für Mulholland Drive – Straße der Finsternis Kate Beckinsale für Weil es Dich gibt |
| Bester Nebendarsteller                  | Ian McKellen                                            | Der Herr der Ringe: Die Gefährten     | Robbie Coltrane für Harry Potter und der Stein der Weisen Mark Dacascos für Pakt der Wölfe Tim Roth für Planet der Affen Jeremy Piven für Weil es Dich gibt Eddie Murphy für Shrek – Der tollkühne Held |
| Beste Nebendarstellerin                 | Fionnula Flanagan                                       | The Others                            | Maggie Smith für Harry Potter und der Stein der Weisen Frances McDormand für The Man Who Wasn’t There Monica Bellucci für Pakt der Wölfe Helena Bonham Carter für Planet der Affen Cameron Diaz für Vanilla Sky |
| Bester Nachwuchsschauspieler            | Haley Joel Osment                                       | A.I. – Künstliche Intelligenz         | Daniel Radcliffe für Harry Potter und der Stein der Weisen Emma Watson für Harry Potter und der Stein der Weisen Justin Long für Jeepers Creepers Freddie Boath für Die Mumie kehrt zurück Alakina Mann für The Others |

### Fernsehen
| Kategorie                             | Preisträger       | Film                              | Nominierungen |
| ------------------------------------- | ----------------- | --------------------------------- | --- |
| Beste Fernsehpräsentation             |                   | Jagd auf den Schatz der Riesen    | Die Nebel von Avalon Spinnen des Todes Monkey King – Ein Krieger zwischen den Welten Der Todesengel aus der Tiefe Teenage Caveman |
| Beste Network-Fernsehserie            |                   | Buffy – Im Bann der Dämonen       | Angel – Jäger der Finsternis Dark Angel Star Trek: Enterprise Smallville Akte X – Die unheimlichen Fälle des FBI |
| Beste Syndication-/Kabel-Fernsehserie |                   | Farscape                          | Andromeda The Chronicle Invisible Man – Der Unsichtbare Stargate – Kommando SG-1 Witchblade – Die Waffe der Götter |
| Bester TV-Hauptdarsteller             | Ben Browder       | Farscape                          | David Boreanaz für Angel – Jäger der Finsternis Scott Bakula für Star Trek: Enterprise Tom Welling für Smallville Richard Dean Anderson für Stargate – Kommando SG-1 Robert Patrick für Akte X – Die unheimlichen Fälle des FBI      |
| Beste TV-Hauptdarstellerin            | Yancy Butler      | Witchblade – Die Waffe der Götter | Sarah Michelle Gellar für Buffy – Im Bann der Dämonen Jessica Alba für Dark Angel Claudia Black für Farscape Kristin Kreuk für Smallville Gillian Anderson für Akte X – Die unheimlichen Fälle des FBI                               |
| Bester TV-Nebendarsteller             | Michael Rosenbaum | Smallville                        | James Marsters für Buffy – Im Bann der Dämonen Michael Weatherly für Dark Angel Connor Trinneer für Star Trek: Enterprise Anthony Simcoe für Farscape Christopher Judge für Stargate – Kommando SG-1                                 |
| Beste TV-Nebendarstellerin            | Jolene Blalock    | Star Trek: Enterprise             | Alyson Hannigan für Buffy – Im Bann der Dämonen Michelle Trachtenberg für Buffy – Im Bann der Dämonen Gigi Edgley für Farscape Amanda Tapping für Stargate – Kommando SG-1 Annabeth Gish für Akte X – Die unheimlichen Fälle des FBI |

### Homevideo
| Kategorie                                        | Preisträger | Film                                 | Nominierungen |
| ------------------------------------------------ | ----------- | ------------------------------------ | --- |
| Beste DVD-Veröffentlichung                       |             | Ginger Snaps – Das Biest in Dir      | Bruiser Harry meint es gut mit dir Susi und Strolch 2: Kleine Strolche – Großes Abenteuer! Panic Rat                    |
| Beste DVD-Veröffentlichung eines Klassikers      |             | Schneewittchen und die sieben Zwerge | Unheimliche Begegnung der dritten Art Star Trek: Der Film Star Wars: Episode I – Die dunkle Bedrohung Superman Suspiria |
| Beste DVD-Veröffentlichung einer Special-Edition |             | Shrek – Der tollkühne Held           | Final Fantasy: Die Mächte in dir Der Grinch Tomb Raider Moulin Rouge Planet der Affen                                   |

### Ehrenpreise
| Kategorie                                           | Preisträger              | Film                        | Nominierungen |
| --------------------------------------------------- | ------------------------ | --------------------------- | --- |
| Cinescape Genre Face of the Future Award (männlich) | James Marsters           | Buffy – Im Bann der Dämonen | Michael Rosenbaum für Smallville Luke Goss für Blade II Hayden Christensen für Star Wars: Episode II – Angriff der Klonkrieger Orlando Bloom für Der Herr der Ringe: Die Gefährten |
| Cinescape Genre Face of the Future Award (weiblich) | Jolene Blalock           | Star Trek: Enterprise       | Lexa Doig für Andromeda, Jason X Amy Acker für Angel – Jäger der Finsternis Kristin Kreuk für Smallville Thora Birch für Dungeons & Dragons, Ghost World                           |
| Special Award                                       | Anchor Bay Entertainment |                             | |
| Young Filmmaker’s Showcase                          | Richard Kelly            | Donnie Darko                | |
| George Pal Memorial Award                           | Samuel Z. Arkoff         |                             | |
| Life Career Award                                   | Stan Lee Drew Struzan    |                             | |
| President’s Award                                   | Sherry Lansing           |                             | |